# Nemotelus flavocingulatus
Nemotelus flavocingulatus är en tvåvingeart som beskrevs av Kertesz 1914. Nemotelus flavocingulatus ingår i släktet Nemotelus och familjen vapenflugor. Inga underarter finns listade i Catalogue of Life.